# 渦之道
34°14′16.2″N 134°38′52.4″E / 34.237833°N 134.647889°E

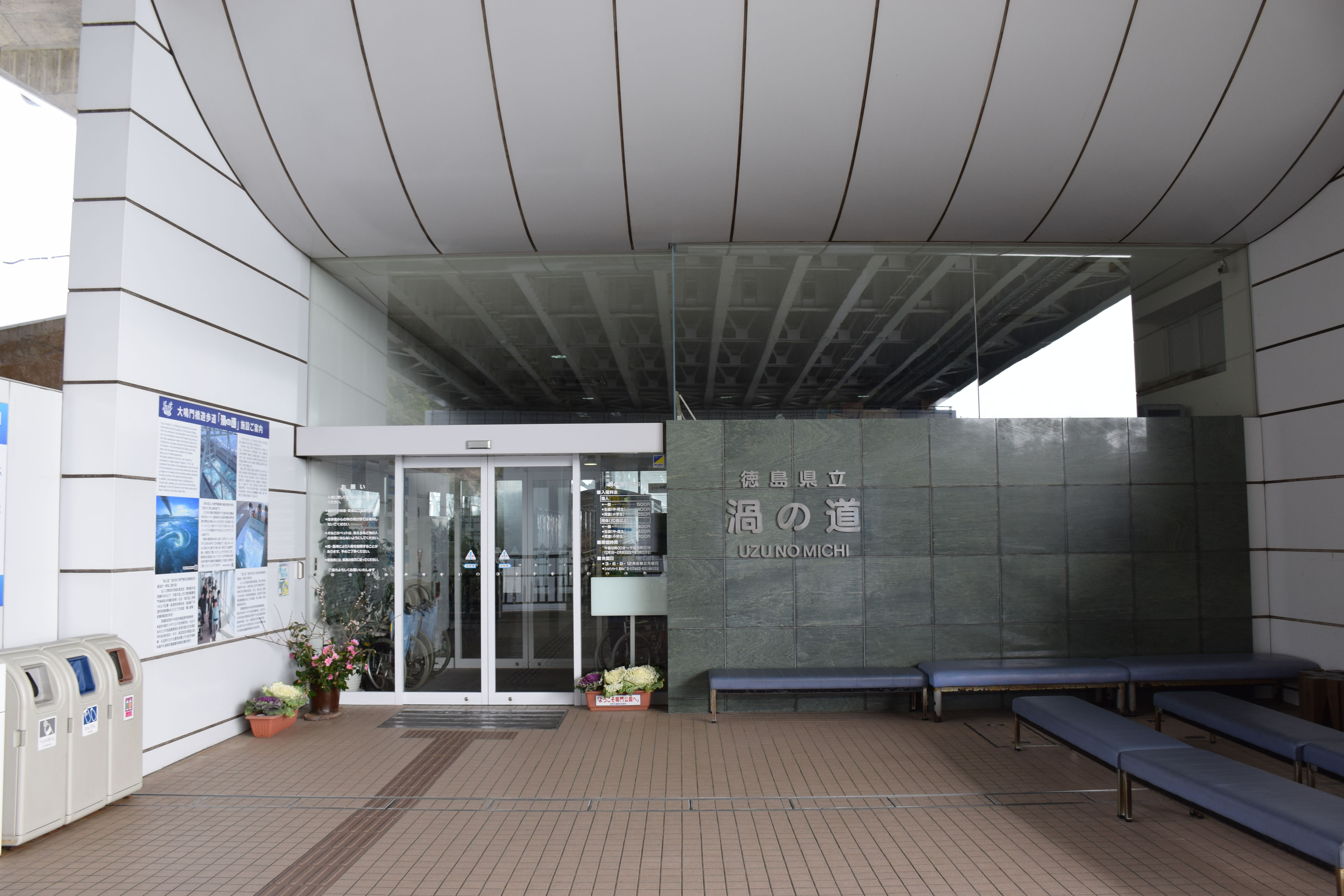
渦之道入口

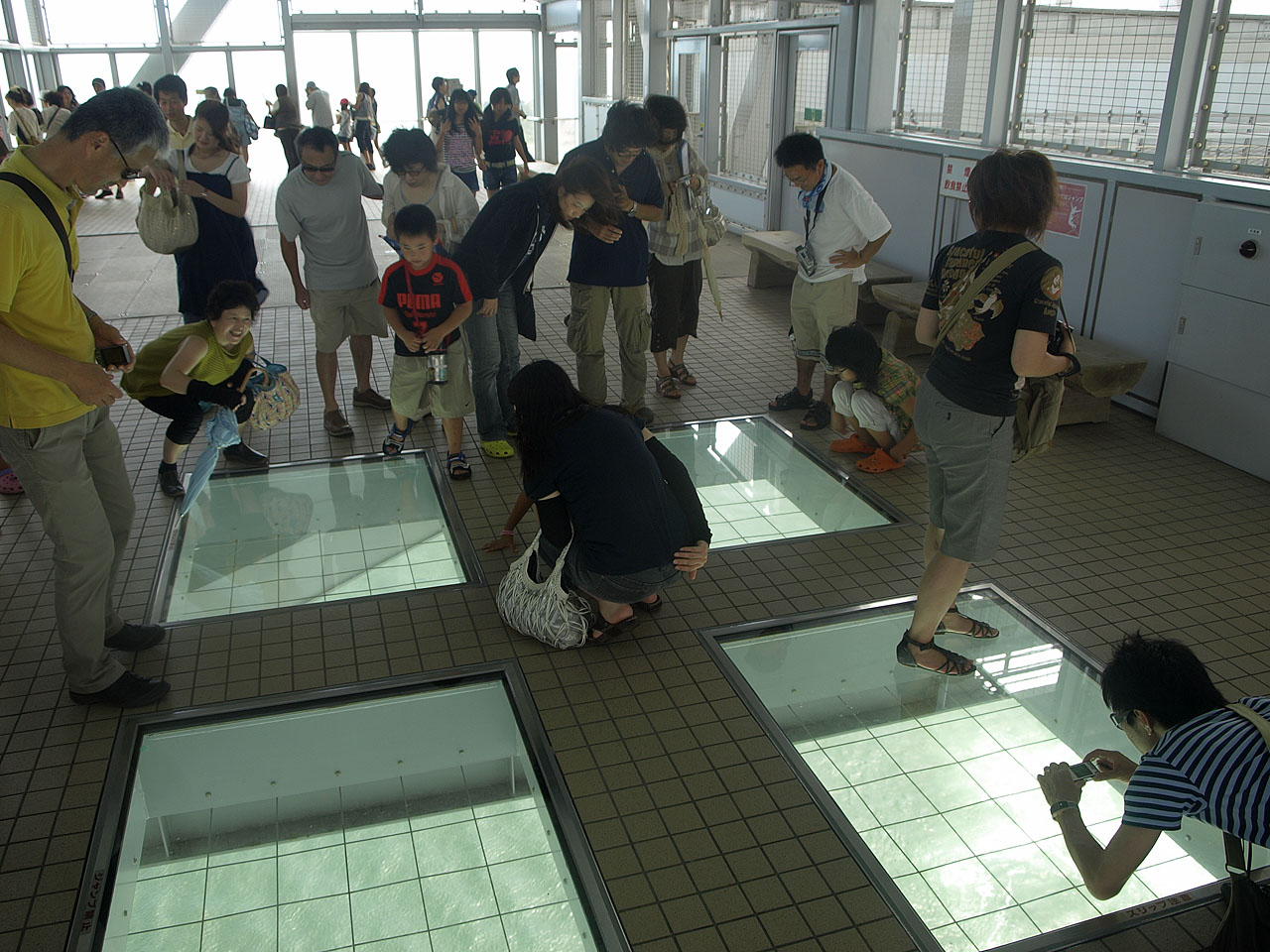
「渦之道」的展望台

渦之道（日语：／ Uzunomichi */?），是位於日本淡路島與四國島之間的鳴門海峽，設於大鳴門橋橋面下之觀光設施，其入口設於大鳴門橋靠德島縣大毛島一側，可沿著橋面下長度450公尺的步道抵達鳴門漩渦的正上方的展望台，從距離高度約45公尺處俯瞰鳴門漩渦。
此為德島縣政府所設立，屬於鳴門公園的範圍，在2007年的入場人數達到59萬人。

## 歷史
橋下此處空間原為大鳴門橋預留供新幹線通過使用，計畫未來從大阪新建一條跨越淡路島北側明石海峽及通過此處的四國新幹線進入四國；大鳴門橋於1985年6月8日通車，但在大鳴門橋通車後僅80天的8月27日，因地質因素，日本政府決定放棄在淡路島北側的明石海峽大橋保留鐵路通過空間，改做為僅供汽車通行的橋樑，因此四國新幹線將無法通過淡路島進入四國，大鳴門橋下預留給新幹線也因此暫時無法使用。
德島縣政府後決定利用橋下之空間，作為觀賞鳴門漩渦的景點，設立「渦之道」，並於2000年4月啟用。

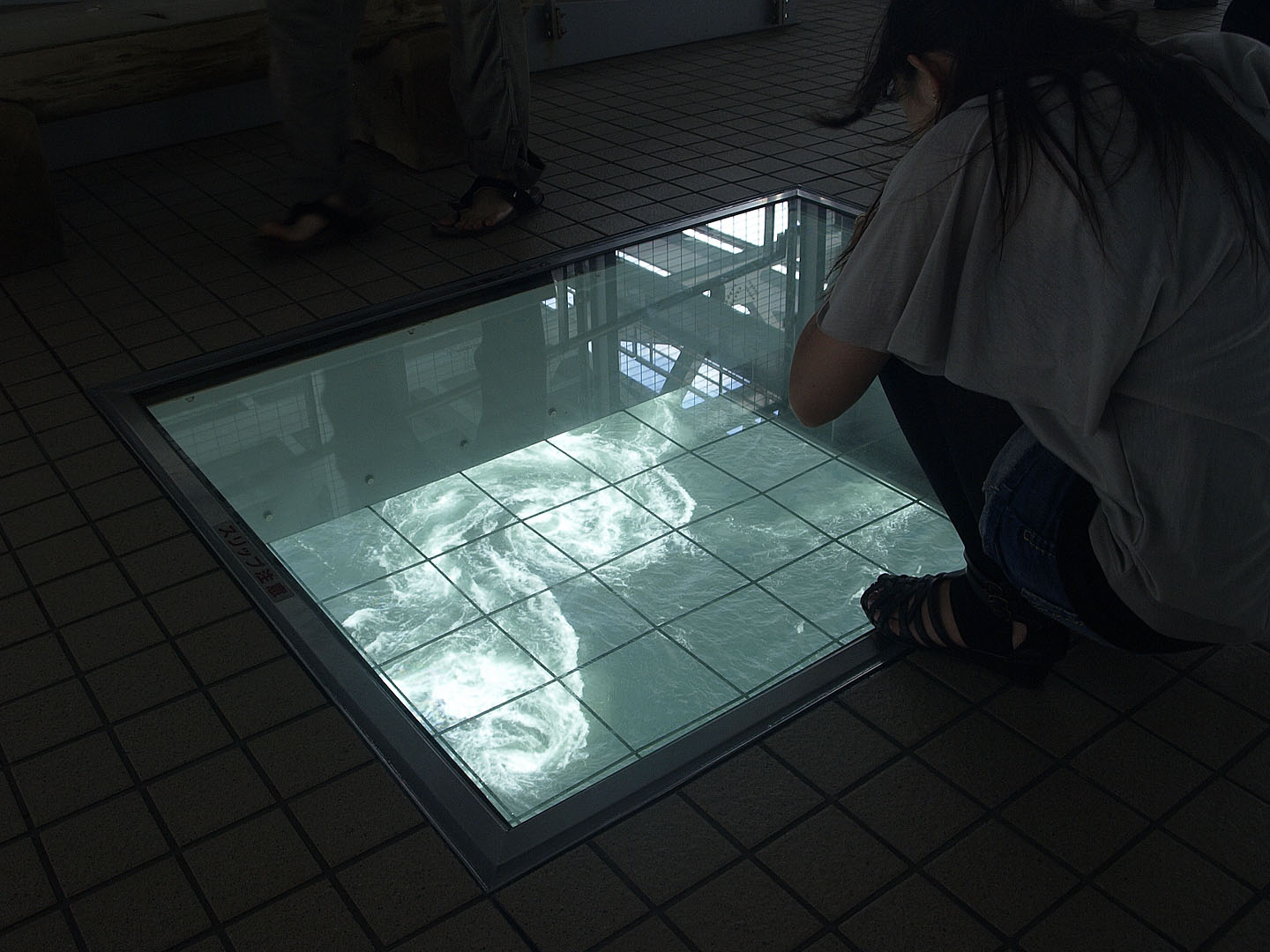
從展望台看到的漩渦
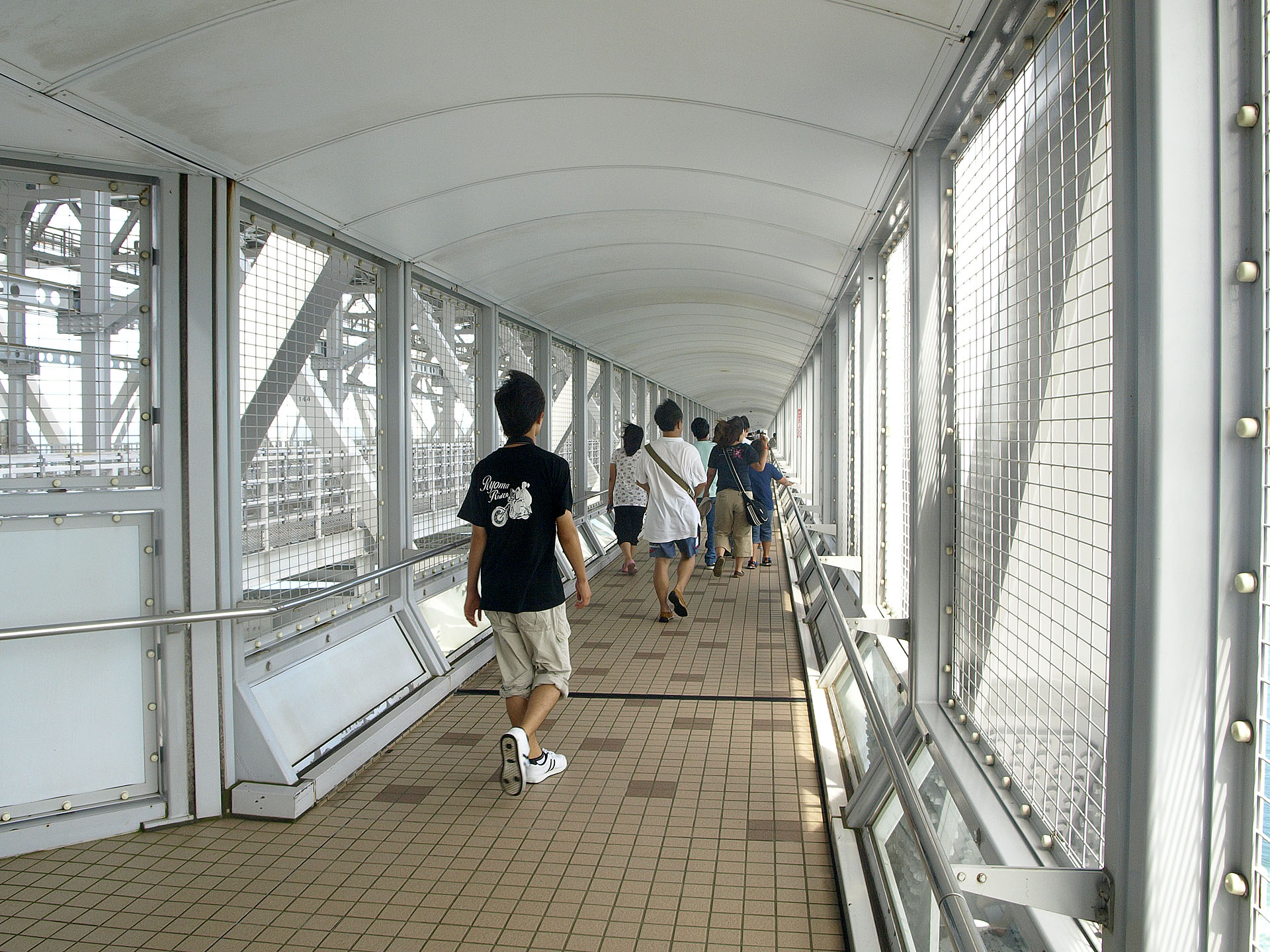
前往展望台的步道
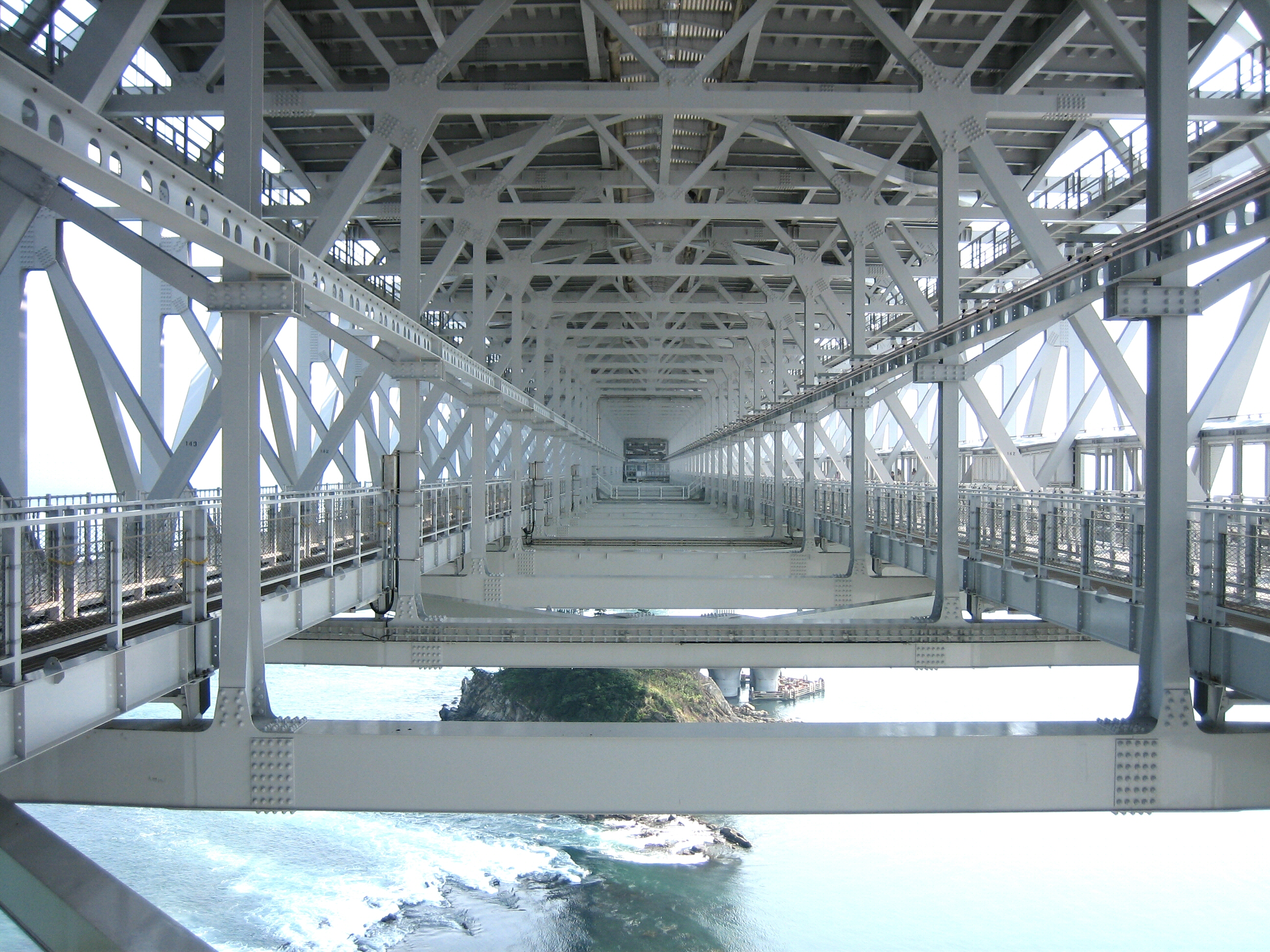
大鳴門橋橋面下方的空間，原為預留給新幹線通行使用，右側為渦之道的步道

## 外部連結
- （日語） 渦之道官方網頁 （页面存档备份，存于）